# Alessandro Rimassa
Alessandro Rimassa (Milano, 19 ottobre 1975) è uno scrittore, imprenditore e investitore italiano.

## Biografia
Esperto in formazione e futuro del lavoro, è stato cofondatore e amministratore delegato di Talent Garden Innovation School (la scuola dell'innovazione e del digitale di Talent Garden) e direttore della Scuola di Management e Comunicazione dell'Istituto Europeo di Design di Milano. Ha contribuito come consulente finanziario al debutto di Feltrinelli nel mondo della formazione ed è consulente di grandi aziende nei campi education, futuro del lavoro e digital transformation. Ha investito ed è nel consiglio di amministrazione di diverse startup italiane, tra cui Aulab, Kopernicana, Dscovr, Talent Garden, ScuolaZoo, WeRoad e AWMS.
Ha scritto sette libri di cui il più noto è Generazione mille euro scritto insieme ad Antonio Incorvaia e tradotto in 7 lingue. Ne è stato tratto l'omonimo film. 
È inoltre editorialista e podcaster per Il Sole 24 Ore.
Su La3 (Sky) ha condotto nel 2011 e 2012 Generazione S.
Dal 2017 è nel consiglio di amministrazione italiano di Save the Children.

## Politica
Nel 2015 è tra i fondatori di Italia Unica, il movimento politico promosso da Corrado Passera, e membro della direzione nazionale del partito. È rimasto a capo del comitato elettorale di Passera per la campagna a sindaco di Milano fino ad aprile 2016 quando si dimette in polemica con il candidato per la scelta, non condivisa, di schierarsi a fianco di Stefano Parisi.

## Opere
- Generazione mille euro (Rizzoli, 2006)
- Jobbing (Sperling & Kupfer, 2009)
- Berlino Sono Io (Sonzogno, 2010)
- È facile cambiare l'Italia, se sai come farlo (Hoepli, 2014)
- La repubblica degli innovatori (Antonio Vallardi Editore, 2015)
- Generazione mille euro RMX (Feltrinelli, 2016)
- Company Culture. Il sistema operativo che fa crescere le aziende (Egea Editore, 2020)